# روبرت جوي (ممثل)
روبرت جوي هو ممثل كندي، ولد في 17 أغسطس 1951 بمونتريال في كندا.

## أعمال

### أفلام
- (1980) أتلانتك سيتي[3]
- (1986) سيف جدعون
- (1995) عالم الماء[4][5]
- (2000) نورمبرغ
- (2001) أخبار الشحن
- (2001) نوفمبر الحلو[6]
- (2005) أرض الموتى[7]
- (2006) التلال لها عيون[8][9]
- (2007)  قداسة[10][11][12]
- (2008) سوبر هيرو موف[13]
- (2019) الحسون

### مسلسلات
- ذا غود وايف
- نيويورك
- من

## وصلات خارجية
- روبرت جوى على موقع IMDb (الإنجليزية)
- روبرت جوى على موقع ألو سيني (الفرنسية)
- روبرت جوى على موقع أول موفي (الإنجليزية)
- روبرت جوى على موقع قاعدة بيانات برودواي على الإنترنت (الإنجليزية)
- روبرت جوى على موقع قاعدة بيانات الأفلام السويدية (السويدية)
- روبرت جوى على موقع إن إن دي بي (الإنجليزية)
- روبرت جوى على موقع قاعدة بيانات الفيلم (الإنجليزية)
- روبرت جوى على موقع كينوبويسك (الروسية)